# Gerichtsbezirk Buje
Der Gerichtsbezirk Buje (italienisch: distretto giudiziario Buje; slowenisch: občina židovska Piran, kroatisch: kotarsko satničtvo Piran) war ein dem Bezirksgericht Parenzo unterstehender Gerichtsbezirk in der Markgrafschaft Istrien. Der Gerichtsbezirk umfasste Gebiete im nordwestlichen Istrien. Nach dem Ersten Weltkrieg musste Österreich den gesamten Gerichtsbezirk an Italien abtreten, nach dem Zweiten Weltkrieg gelangte das Gebiet an Jugoslawien. Seit 1991 ist das zur Gespanschaft Istrien gehörende Gebiet Teil der Republik Kroatien.

## Geschichte
Um 1850 wurde in Istrien so wie im gesamten Kaisertum Österreich die ursprüngliche Patrimonialgerichtsbarkeit aufgelöst. In der Folge wurde unter anderen der Gerichtsbezirk Buje geschaffen. Der Gerichtsbezirk unterstand dem für die gesamte Grafschaft zuständigen Landesgericht Rovigno, das wiederum dem Oberlandesgericht Triest, das am 1. Mai 1850 seine Tätigkeit aufnahm, unterstellt war.
Auch nachdem Istrien bzw. Triest sowie Görz und Gradisca vom ursprünglichen Kronland Küstenland ihre Selbständigkeit als Kronland erlangten, blieb das Oberlandesgericht Triest die oberste Instanz für den Gerichtsbezirk Buje.
Der Gerichtsbezirk Buje bildete im Zuge der Trennung der politischen von der judikativen Verwaltung
ab 1868 gemeinsam mit den Gerichtsbezirken Montona (Montovun) und Parenzo (Poreč) den Bezirk Parenzo.
Der Gerichtsbezirk Buje wies 1869 eine Bevölkerung von 15.334 Personen auf.
Bis 1910 wuchs die Einwohnerzahl auf 22.227 an, davon hatten 19.728 Personen Italienisch (88,8 %) als Umgangssprache angegeben, 1.904 sprachen Kroatisch (8,6 %), 103 Slowenisch (0,5 %) und 14 Deutsch (0,1 %). Der Gerichtsbezirk umfasste zuletzt eine Fläche von 266,27 km² bzw. fünf Gemeinden.
Durch die Grenzbestimmungen des am 10. September 1919 abgeschlossenen Vertrages von Saint-Germain wurde der Gerichtsbezirk Buje zur Gänze Italien zugeschlagen. Nach dem Zweiten Weltkrieg gelangte das Gebiet des ehemaligen Gerichtsbezirks an Jugoslawien und ist seit 1991 Teil der Republik Kroatien.
| Jahr | Ein- wohner | Deutsch- sprachige | Italienisch- sprachige | Slowenisch- sprachige | Kroatisch- sprachige |
| ---- | ----------- | ------------------ | ---------------------- | --------------------- | -------------------- |
| 1869 | 15.334      |                    |                        |                       |                      |
| 1880 | 17.150      | 12                 | 16.173                 | 562                   | 202                  |
| 1890 | 18.464      | 15                 | 17.694                 | 501                   | 44                   |
| 1910 | 22.227      | 14                 | 19.728                 | 103                   | 1.904                |

## Gerichtsbezirk
Der Gerichtsbezirk Priano umfasste Ende Februar 1918 die fünf Gemeinden Buje, Cittanova d’Istria (Novigrad), Grisignana (Grožnjan), Umago (Umag) und Verteneglio (Črni Vrh).